# بشير بلومي
محمد البشير بلومي لاعب كرة قدم جزائري من مواليد 1 يونيو 2002 بمدينة معسكر يلعب حالياً في نادي هال سيتي الإنجليزي منتقلا من نادي فارنزي بالبرتغالويشغل خطة وسط ميدان هجومي. بشير بلومي هو ابن اللاعب لخضر بلومي.

## وصلات خارجية
- البطاقة الفنية للاعب - soccerway.com